# Archidiakonat śremski
Archidiakonat śremski (łac. archidiaconatus sremensis) – jeden z czterech historycznych archidiakonatów diecezji poznańskiej Kościoła katolickiego w Polsce w okresie przedrozbiorowym.

## Historia
W 1298 roku biskup poznański Andrzej Zaremba dokonuje podziału diecezji na cztery archidiakonaty: poznański (większy), śremski (pośredni), pszczewski (mniejszy) oraz czerski, przemianowany później na warszawski. Archidiakonat z siedzibą w Śremie przy kościele św. Mikołaja obejmował południową część diecezji, aż do granic z diecezją wrocławską na południu i archidiecezją gnieźnieńską na wschodzie.  Według wykazu z 1471 roku liczył cztery dekanaty z siedzibami w Śremie, Kościanie, Nowym Mieście i Wschowie. W XVIII wieku obejmował już osiem dekanatów: borecki, kościański, koźmiński, krobski, nowomiejski, śmigielski, śremski, wschowski. Zniesiony został na początku XIX wieku na skutek reorganizacji struktur Kościoła katolickiego w Polsce po upadku Rzeczypospolitej.

## Dekanaty i parafie
W momencie likwidacji obowiązywała w archidiakonacie następująca struktura:
- dekanat śremski: Śrem, Domachowo, Gostyń, Stary Gostyń, Siemowo, Świerczyna, Krzywiń, Lubiń, Dalewo, Mórka, Brodnica, Żabno, Wieszczyczyn, Dolsk, Kunowo, Strzelce Wielkie
- dekanat krobski: Krobia, Żytowiecko, Oporowo, Pawłowice, Rydzyna, Poniec, Gołaszyn, Łaszczyn, Sarnowa, Zakrzewo, Niepart, Skoraszewice, Smolice, Jutrosin, Dubin, Szkaradowo, Pakosław, Golejewko, Słupia Kapitulna, Miejska Górka, Konary, Kołaczkowice, Pępowo.
- dekanat koźmiński: Koźmin, Dobrzyca, Borzęciczki, Nosków, Rusko, Cerekwica Stara, Potarzyca, Jeżewo, Raszków, Pogrzybów, Ostrów Wielkopolski, Wysocko Wielkie, Odolanów, Janków Przygodzki, Rozdrażew, Benice, Lutogniew, Starygród, Wielowieś, Mokronos, Pogorzela, Wałków.
- dekanat kościański: Kościan, Czempiń, Rąbiń, Wyskoć, Gryżyna, Choryń, Wonieść, Czacz, Wilkowo Polskie, Białcz, Stare Oborzyska, Głuchowo, Iłówiec, Stary Gołębin, Błociszewo, Bonikowo.
- dekanat nowomiejski: Nowe Miasto nad Wartą, Dębno, Pogorzelica, Brzostkowo, Żerków, Radlin, Wilkowyja, Sławoszów, Witaszyce, Lutyń, Siedlemin, Goleń, Jarocin, Górka, Panienka, Chwałkowo, Mchy, Włościejewki, Książ Wielkopolski, Gogolewo, Mieszków, Kolniczki,
- dekanat śmigielski: Śmigiel, Radomicko, Mórkowo, Goniembice, Kąkolewo, Osieczna, Drzeczkowo, Górka Duchowna, Przemęt, Stare Bojanowo, Bucz, Bronikowo, Czerwona Wieś.
- dekanat wschowski: Wschowa, Gołanice, Wilkowice, Leszno, Święciechowa, Długie Stare, Dębowa Łąka, Osowa Sień, Łysiny, Lgiń, Śmieszkowo, Kaszczor, Brenno, Włoszakowice, Dłużyna, Bukówiec, Zbarzewo, Krzycko Małe, Świdnica, Sława.
- dekanat borecki (borkowski): Borek Wielkopolski

## Archidiakoni śremscy
Początkowo zgodnie z prawem kościelnym archidiakoni byli pełnoprawnymi administratorami podległego sobie terytorium, których bezpośrednim zwierzchnikiem był biskup. Od czasów soboru trydenckiego rola archidiakonów została ograniczona, niemniej jednak w imieniu biskupa przeprowadzali oni wizytacje parafii. Archidiakon śremski zasiadał w gremium kanoników kapituły katedralnej w Poznaniu w randze prałata.  Tytuł i uposażenie archidiakona śremskiego funkcjonował do 1810 roku. 

- 1298-1304 Borzysław
- 1305-1312 Zdzisław
- 1358 Henryk Żyła
- 1363-1380 Mikołaj
- 1380 Jan
- 1383-1409 Konrad z Opola
- 1421-1428 Paweł Czechowski
- 1429-1432 Piotr Węgrzyn[3]
- 1435–1439 Jan z Twardowa (Twardowski)
- 1440–1455 Jakub z Prażmowa (Prażmowski)
- 1456 Jan z Gorazdowa (Gorazdowski)
- 1457–1459 Stanisław z Młynów (Młyński)
- 1459–1500 Mikołaj ze Szkudły
- 1500–1502 Andrzej Lubieński
- 1502–1516 Mikołaj Czepel
- 1516–1518 Jan Rybiński.
- 1518–1527 Jan z Biezdrowa (Biezdrowski)
- 1527–1540 Szymon z Chabielina (Chabielski) Starszy[1]
- 1540 Maciej Zieliński
- 1540–1542 Maciej Łącki
- 1542–1553 Albert Kwiatkowski
- 1553–1561 Piotr Myszkowski

- 1561–1566 Andrzej Patrycy Nidecki
- 1566–1588 Jan Kąkolewski
- 1588–1608 Marcin Kołacki[4]
- 1608–1619 Kasper Hap
- 1619–1626 Świętosław Strzałkowski
- 1626–1651 Jan z Zalesia Baykowski
- 1651–1657 Jerzy Gowarzewski
- 1657–1658 Stanisław Krasiński
- 1658–1666 Bonawentura Madaliński
- 1666–1669 Jan Wolski
- 1669–1685 Ignacy Trach-Gniński
- 1685–1693 Piotr Mieszkowski
- 1693–1697 Jan Rydzyński
- 1697–1712 Stanisław Sierakowski[5]
- 1712-1714 Piotr Tarło
- 1714-1717 Baltazar Wilkszycki
- 1717-1723 Franciszek Mierzewski
- 1723-1752 Franciszek Woliński
- 1752-1786 Bogusław Chłapowski
- 1786-1803 Józef Glaubicz Rokossowski
- 1804-1808 Kazimierz Gołecki[3]